# Gullinkambi
Gullinkambi (ze staronordyjskiego „złoty grzebień”) – w mitologii nordyckiej kogut mieszkający w Walhalli, gdzie każdego ranka budzi Einherjarów. Jego pianie obwieści również rozpoczęcie Ragnaröku.